# Lophorina
Genre
Lophorina est un genre de passereaux, de la famille des Paradisaeidae.

## Étymologie
Le nom Lophorina est construit sur les mots grecs λόφος / lóphos (« crête, touffe, aigrette ») et ῥίς, ῥινός / rhís, rhinós (« nez »). Il signifie littéralement « nez à aigrettes », ce qui fait référence aux touffes de plumes présentes au-dessus de et derrière chaque narine de l'espèce L. superba (longtemps la seule connue).

## Liste des espèces
Selon la classification de référence du Congrès ornithologique international (14.2, 2024), :
- Lophorina superba (Pennant, 1781) — Paradisier superbe
- Lophorina latipennis Rothschild, 1907 — ?
- Lophorina minor Ramsay, 1885 — Paradisier de Ramsay